# 琵琶寺水库
琵琶寺水库是中国河南省安阳市汤阴县境内的一座水库。

## 特点
水库位于永通河上，建于1958年。水库正常库容为1908万立方米，集雨面积为30平方千米，海拔为120米。